# Tullbergella cuspidata
Tullbergella cuspidata är en kräftdjursart. Tullbergella cuspidata ingår i släktet Tullbergella och familjen Oxycephalidae. Inga underarter finns listade i Catalogue of Life.